# قائمة حلقات جديد لوني تونز
هذه قائمة حلقات مسلسل الرسوم المتحركة لوني تونز الجديد والمسلسل من إنتاج وارنر برذرز بالتعاون مع استوديوهات كرتون نتورك، ,بدأ عرضه في 21 سبتمبر 2015.

## الحلقات

### الموسم الأول 2015 - 2017
| رقم | اسم الحلقة          | تاريخ البث الاصلي الولايات المتحدة | تاريخ البث الاصلي الوطن العربي |
| --- | ------------------- | ---------------------------------- | ------------------------------ |
| 1أ  |                     | 21 سبتمبر 2015                     | قريبا                          |
| 1ب  |                     | 21 سبتمبر 2015                     | قريبا                          |
| 2أ  |                     | 21 سبتمبر 2015                     | قريبا                          |
| 2ب  |                     | 21 سبتمبر 2015                     | قريبا                          |
| 3أ  | باغز والتنين        | 22 سبتمبر 2015                     | 17 يناير 2016                  |
| 3ب  | ورقة واحدة          | 22 سبتمبر 2015                     | 17 يناير 2016                  |
| 4أ  | باغز الداخل         | 22 سبتمبر 2015                     | قريبا                          |
| 4ب  | إن بيغ فوت في سريري | 22 سبتمبر 2015                     | قريبا                          |
| 5أ  | من أجل حبة البلوط   | 23 سبتمبر 2015                     | 18 يناير 2016                  |
| 5ب  | لعبة الفوتبول       | 23 سبتمبر 2015                     | 18 يناير 2016                  |
| 6أ  | شهادة باغز باني     | 24 سبتمبر 2015                     | 19 يناير 2016                  |
| 6ب  |                     | 24 سبتمبر 2015                     | 19 يناير 2016                  |

### الموسم الثاني 2018
هذه حلقات الموسم التاني من المسلسل
| رقم | اسم الحلقة        | تاريخ البث الاصلي الولايات المتحدة | تاريخ البث الاصلي الوطن العربي |
| --- | ----------------- | ---------------------------------- | ------------------------------ |
| 7أ  | مغامرات باغز باني | 08 فبراير 2018                     | قريبا                          |
| 7ب  | سكويكس العضلات    | 14 فبراير 2018                     | قريبا                          |
| 8أ  | باغز الموضوع      | 17 فبراير 2018                     | قريبا                          |